# Muurla

Wappen der ehemaligen Gemeinde Muurla

Muurla [ˈmuːrlɑ] ist eine ehemalige Gemeinde im Südwesten Finnlands. Anfang 2009 wurde sie in die Stadt Salo eingemeindet.
Muurla liegt in der Landschaft Varsinais-Suomi 12 km östlich des Stadtzentrums von Salo. Die autobahnartig ausgebaute Staatsstraße 1 von Turku (63 km westlich) in die Hauptstadt Helsinki (102 km östlich) führt durch Muurla. Die Gemeinde Muurla hatte eine Fläche von 82,05 km². Für die Landschaft im ehemaligen Gemeindegebiet typisch sind steile Felsen und die dazwischen liegenden fruchtbaren Ebenen, die landwirtschaftlich genutzt werden. Im Gemeindegebiet von Muurla befinden sich sieben Seen. Außer dem Gemeindezentrum gehörten zu Muurla die Dörfer Harjula, Ilola, Järvi, Kaukelmaa, Kaukola, Kistola, Koski, Pullola, Pyöli, Ranta, Ruotsala, Suoloppi, Vähä-Pullola und Äijälä. Die Einwohnerzahl der Gemeinde betrug zuletzt 1.562. Die Gemeinde Muurla war einsprachig finnischsprachig.
Muurla ist bekannt für seine Glasfabrik, deren Fabrikverkauf zahlreiche Touristen anzieht. Weitere Sehenswürdigkeiten sind die Holzkirche aus dem Jahr 1836, das Heimatmuseum von Muurla, die Mühle von Fiulmaakari, ein bronzezeitliches Grab und das Atelier des Kunstmalers Viljo Hurme.
Muurla wurde 1919 als eigenständige Gemeinde aus Uskela gelöst. Zum Jahresbeginn 2009 wurde die Gemeinde zusammen mit Halikko, Kiikala, Kisko, Kuusjoki, Perniö, Pertteli, Särkisalo und Suomusjärvi nach Salo eingemeindet.